# Bisten-en-Lorraine
Bisten-en-Lorraine är en kommun i departementet Moselle i regionen Grand Est (tidigare regionen Lorraine) i nordöstra Frankrike. Kommunen ligger i kantonen Boulay-Moselle som tillhör arrondissementet Boulay-Moselle. År 2022 hade Bisten-en-Lorraine 249 invånare.

## Befolkningsutveckling
Antalet invånare i kommunen Bisten-en-Lorraine
| Referens: INSEE |